# Cavanillesia platanifolia
Espèce
Synonymes
- Pourretia platanifolia Bonpl.[1]
- Pourretia platanifolia Humb. & Bonpl.[2]

Statut de conservation UICN

 NT  : Quasi menacé
Cavanillesia platanifolia est une espèce de plantes de la famille des Malvaceae.

## Publication originale
- Nova Genera et Species Plantarum (quarto ed.) 5: 306. 1821[1823].